# 7367 Giotto
A 7367 Giotto (ideiglenes jelöléssel 3077 T-1) a Naprendszer kisbolygóövében található aszteroida. Cornelis Johannes van Houten,  Ingrid van Houten-Groeneveld és Tom Gehrels fedezte fel 1971. március 26-án.